# Bertoldo II de Suabia
Bertoldo II (o Berchtold II) (h. 1050-12 de abril de 1111) fue duque de Suabia desde 1092 hasta 1098.
Bertoldo era un hijo de Bertoldo II de Carintia e inicialmente apoyó a Rodolfo de Rheinfelden contra el rey Enrique IV. Tanto los Zähringer como los Rheinfeldener fueron privados de sus títulos y posesiones por el rey en 1077. Bertoldo I murió en 1078 y Bertoldo heredó sus pretensiones, incluyendo la reclamación del ducado de Suabia. En 1079, Bertoldo se casó con Inés, hija de Rodolfo.
En los años siguientes, se hizo un firme defensor de Bertoldo I contra el rey. Estaba enfrentado al duque nombrado por el rey, Federico de Büren, y a los obispos de Basilea y Estrasburgo. Sin embargo, cuando la región se calmó a finales de los años 1080, encontramos a Bertoldo como testigo de un intercambio de tierras que implicaba al obispo de Basilea (1087).
Las tensiones surgieron de nuevo en 1090, cuando Bertoldo I de Rheinfelden murió. Bertoldo de Zähringen afirmó sus pretensiones a la herencia en Borgoña, pero no sus títulos, que fueron a parar al hermano menor de Bertoldo I, Otón de Wetter(au)-Rheinfelden. También reclamó el ducado de Suabia. Apoyado por los güelfos y el Papado, fue elegido duque en oposición a Federico en 1092. En ese mismo año, fue elegido duque de Carintia y margrave de Verona (como su padre) por aquellos que se oponían al duque Enrique V. Bertoldo, también como su padre, nunca tuvo poder real en Carintia.
En 1093, Bertoldo y Güelfo IV firmaron un "juramento de paz" en Ulm. AL principio sólo válido en Suabia, pronto se extendió a Baviera y fortaleció la oposición al emperador en el sur de ALemania. Alrededor de 1098, Bertoldo y Federico llegaron a un acuerdo según el cual Federico conservaba Suabia, pero a Bertoldo se le daba el Reichsvogtei (o estados imperiales, dependiendo de la fuente) de Zúrich y se le permitía mantener el título ducal. Para este momento, la relación entre los Zähringen y Enrique IV mejoró. En 1105, Bertoldo era el aliado más estrecho del hijo de Enrique, Enrique V, quien se rebeló contra su padre.
Bertoldo, a partir de 1090, extendió su poder a Brisgovia de manera que el territorio Zähringer se salía del ámbito de influencia del ducado de Suabia. En 1091, construyó el castillo de Zähringen, así como un castillo protector para el cercano asentamiento de Friburgo en Brisgovia. Bertoldo fue el primero de los Zähringers que detentó el título de "duque de Zähringen" (desde 1100). Estableció su gobierno con la fundación de monasterios y otros asentamientos en la Selva Negra. Su territorio era pequeño y tuvo pocas oportunidades para expandirse. Su título ducal fue descrito por Otón de Frisinga como uno de los primeros "títulos vacíos" de la Alemania medieval: un título que significaba poco en términos de relevancia política o territorial. El suyo no era un cargo político ni militar, o de mando tribal o territorial. Más bien, era un título ducal entendido como mera dignidad, y sus estados, posesiones de familia.
En 1093, fundó el monasterio benedictino de San Pedro en la Selva Negra, que se convirtió en el mausoleo familiar. Los monasterios que fundó eran normalmente monasterios reformados, hostiles al emperador. Con el desplazamiento de los condes de Hohenburg de la región de la Selva Negra, Bertoldo con éxito hizo de él el centro de su poder.
A finales de su vida, los estados de Bertoldo llegaban a justificar su grandioso título. Le sucedió como duque su hijo mayor, Bertoldo III. Su segundo hijo Conrado sucedió a Bertoldo III después de once años.